# Shamokin
Shamokin is een plaats (city) in de Amerikaanse staat Pennsylvania, en valt bestuurlijk gezien onder Northumberland County.

## Demografie
Bij de volkstelling in 2000 werd het aantal inwoners vastgesteld op 8009.
In 2006 is het aantal inwoners door het United States Census Bureau geschat op 7468, een daling van 541 (-6,8%).

## Geografie
Volgens het United States Census Bureau beslaat de plaats een oppervlakte van
2,2 km², geheel bestaande uit land. Shamokin ligt op ongeveer 254 m boven zeeniveau.

## Plaatsen in de nabije omgeving
De onderstaande figuur toont nabijgelegen plaatsen in een straal van 8 km rond Shamokin.